# C-22 (Fotografie)
C-22 ist ein standardisierter Prozess in der chemischen Fotografie zur farbigen Entwicklung von Negativfilmen. 

## Geschichte
Der Prozess C-22 wurde in den 1950er Jahren von Kodak für den Farbfilm Kodacolor entworfen und später auch bei anderen Filmherstellern eingesetzt. 1972/1973 wurde er bei Kodak vom weiterentwickelten Prozess C-41 abgelöst. Im Gegensatz zu letzterem war die Filmentwicklung zu Zeiten von C-22 weit weniger genormt: Einerseits erforderten unterschiedliche Filmvarianten – auch innerhalb der Kodak-Familie – verschieden lange Entwicklungszeiten. Andererseits war C-22 nicht der einzige Prozess für die Farbnegativentwicklung am Markt; so verwendete Agfa beispielsweise zu der Zeit verschiedene Versionen des Agfacolor-Prozesses. Stand 2013 wurde die Entwicklung in C-22 weltweit nur noch von sehr wenigen, spezialisierten Fachlabors angeboten.

## Verarbeitung
Die Entwicklung des Filmmaterials erfolgt bei Temperaturen um 24° Celsius. Damit ist das Verfahren nicht zum heute angebotenen C-41 kompatibel – die Emulsionsschicht eines C-22-Films würde bei den dort verwendeten 38° Celsius schmelzen. Die Arbeitsschritte lauten:
1. Entwickeln
2. Stoppen
3. Härten
4. Wässern
5. Bleichen
6. Wässern
7. Fixieren
8. Wässern
9. Klären
10. Trocknen

Die Schritte 1 bis 3 sind bei absoluter Dunkelheit auszuführen, um eine nachträgliche Belichtung des Films zu vermeiden.